# Benfluraline
La benfluraline  est un herbicide qui appartient à la famille chimique des dinitroanilines. Elle appartient également au groupe des PFAS. Son méchanisme d'action passe par l'inhibition de la mitose, bloquant le développement des pousses et des racines. Elle est notamment commercialisée sous le nom commercial de Bonalan en combinaison avec du xylène. 
L'autorisation de la benfluraline dans l'Union Européenne n'as pas été renouvelée en 2023 en raison de sa toxicité pour les oiseaux et les mammifères se nourrissant de vers de terre, ainsi que pour les organismes aquatiques. De plus, une potentielle génotoxicité du produit commercial ne peut pas être exclue en raison de la présence d'une impurité génotoxique (ethyl-butyl-nitrosamine) présente dans les échantillons testés,.

## Réglementation
Sur le plan de la réglementation des produits phytopharmaceutiques :
- pour l’Union européenne : cette substance active est inscrite à l’annexe I de la directive 91/414/CEE par la directive 2008/108/CE.
- Le 20 janvier 2023, un règlement de la Commission européenne ne renouvelle pas l'approbation de la benfluraline dans les produits phytopharmaceutiques prévus par le règlement n° 1107/2009 du Parlement européen et du Conseil du 21 octobre 2009 relatif à la mise sur le marché des produits phytopharmaceutiques.
- pour la France : cette substance active est autorisée dans la composition de préparations bénéficiant d’une autorisation de mise sur le marché.

## Caractéristiques physico-chimiques
Les caractéristiques physico-chimiques dont l'ordre de grandeur est indiqué ci-après, influencent les risques de transfert de cette substance active vers les eaux, et le risque de pollution des eaux :
- Hydrolyse à pH 7 : stable,
- Solubilité : 1 mg·L-1,
- Coefficient de partage carbone organique-eau : 9 000 cm3·g-1. Ce paramètre, noté Koc, représente le potentiel de rétention de cette substance active sur la matière organique du sol. La mobilité de la matière active est réduite par son absorption sur les particules du sol.
- Durée de demi-vie : 40 jours. Ce paramètre, noté DT50, représente le potentiel de dégradation de cette substance active, et sa vitesse de dégradation dans le sol.
- Coefficient de partage octanol-eau : 5,29. Ce paramètre, noté log Kow ou log P, mesure l’hydrophilie (valeurs faibles) ou la lipophilie (valeurs fortes) de la substance active.
- Numéro CAS : 1861-40-1

## Écotoxicologie
Sur le plan de l’écotoxicologie, les concentrations létales 50 (CL50) dont l'ordre de grandeur est indiqué ci-après, sont observées :
- CL50 sur poissons : 0,081 mg·L-1,
- CL50 sur daphnies : 0,1 mg·L-1,

## Toxicité pour l’homme
Sur le plan de la toxicité pour l’Homme, la dose journalière acceptable (DJA) est de l’ordre de : 0,125 mg·kg-1·j-1.

## Lobbying
En janvier 2021, plusieurs influenceurs, dont Johan Papz et David Antoine, présentent des reportages sur des agriculteurs vantant les bienfaits de la benfluraline. À la suite d'une dénonciation de ces faits par le journaliste Hugo Clément, l'agence The Louise Company admet avoir transmis à Johan Papz un cahier des charges et un script pour réaliser le faux reportage. Elle révèle également que cette opération de communication a été commandité par la société Gowan, qui commercialise la benfluraline,,.